# Декстриновий клей
Декстриновий клей — порошок жовтого або білого кольору, який отримують в результаті спеціальної обробки крохмалю (див.: декстрин). 
Один з найкращих клеїв для склеювання паперу, картону і тканин. Застосовується в палітурних роботах. Жовтий декстрин розчиняють у воді кімнатної температури, а білий — в гарячій воді при температурі 70–85°C.

## Приготування клею
Рідкий декстриновий клей готують з таких речовин:
1. Декстрин жовтий в порошку — 2 вагові частини; 

        Вода — 3–5 вагових частин.

Декстрин розчиняють у воді при температурі 18–20 °C.
2. Декстрин жовтий в порошку — 20 вагових частин; 

        Цукор — 5 вагових частин;

        Квасці алюмінієві — 1 вагова частина;

        Вода кип'ячена — 50 вагових частин.

Перелічені речовини розчиняють у воді при температурі 18–20 °C. Жовтий декстрин можна замінити білим. У цьому випадку декстриновий клей готують на водяній бані при температурі 70–85 °C.

## Зберігання клею
Декстриновий клей зберігає свої властивості в щільно закритій посудині впродовж тижнів і навіть місяців, якщо вжити заходів проти появи плісняви: готувати клей в чистому посуді, зберігати в сухому прохолодному місці, слідкувати за чистотою пензлів. Хороші результати дає додавання в приготований клей невеликої кількості антисептика — борної або саліцилової кислоти (1г кислоти на 500г клеєвого розчину). Якість клею підвищується, якщо у воду для приготування клею додати два-три кусочки цукру на стакан води.

## Властивості і застосування
Клей добре склеює, швидко схоплюється, не залишає плям на поверхні, після висихання клейова плівка стає прозорою.
Властивості декстринового клею поліпшуються з введенням в нього 1–2% гліцерину або хлористого кальцію, які підвищують еластичність клейової плівки. Незначна кількість доданої бури (0,65–1%) або кісткового клею поліпшують липкість і міцність клейового скріплення. 
У суміші з кістковим клеєм, а також з лужним крохмалем клей використовують для роботи з палітурними покривними матеріалами, наприклад коленкором, неткором, жорстким палітурним папером.